# Emanuele Molin
Emanuele Molin (Mestre, Italia, 12 de febrero de 1960), también conocido como Lele Molin, es un entrenador italiano de baloncesto. Actualmente entrenador asistente de Neven Spahija en el Reyer Venezia Mestre de la Lega Basket Serie A.
El 4 de marzo de 2011 se anuncia que será el entrenador del Real Madrid por la dimisión de Ettore Messina tras una derrota en casa en Euroliga (Real Madrid 77- Montepaschi Siena 95).

## Trayectoria
- 1978/85: Entrenador ayudante del Mestre (junior),
- 1985/88: Primer entrenador del Benetton (junior).
- 1988/92: Entrenador ayudante del Benetton Treviso.
- 1992/95: Primer entrenador del Benetton (junior).
- 1995/00: Entrenador ayudante del Benetton Treviso.
- 2000/02: Entrenador ayudante del Virtus Bologna.
- 2002/05: Entrenador ayudante del Benetton Treviso.
- 2005/09: Entrenador ayudante del CSKA Moscú.
- 2009/10: Entrenador ayudante Real Madrid.
- 2011: Primer entrenador del Real Madrid.
- 2011/13: Entrenador ayudante Pallacanestro Cantù.
- 2013/15: Primer entrenador del Juvecaserta Basket.
- 2015/17: Entrenador ayudante UNICS Kazan.
- 2017/21: Entrenador ayudante Aquila Basket Trento.
- 2021/23: Primer Entrenador del Aquila Basket Trento.[1]
- 2023/actualidad: Entrenador ayudante Reyer Venezia Mestre.